# Grimpoteuthis umbellata
Grimpoteuthis umbellata là một loài bạch tuộc trong họ Opisthoteuthidae.